# Piotr Parzyszek
Piotr Parzyszek (Toruń, 8 settembre 1993) è un calciatore polacco, attaccante del KuPS.

## Carriera

### Club
Il 29 settembre 2020 viene acquistato dal Frosinone. Debutta pochi giorni dopo, il 3 ottobre, bella vittoria esterna contro il Venezia; mentre il 28 novembre segna la prima rete con i ciociari, nella vittoria per 1-2 contro il Brescia.
Conclusa la stagione, nella quale totalizza 28 presenze e 5 reti, il 12 luglio si trasferisce in prestito al Pogoń Stettino.
Il 29 agosto 2022 rescinde ufficialmente il proprio contratto con il Frosinone.

### Nazionale
Ha giocato nelle nazionali giovanili polacche Under-17, Under-19, Under-20 ed Under-21.

## Statistiche

### Presenze e reti nei club
Statistiche aggiornate al 7 maggio 2021.
| Stagione             | Squadra              | Campionato           | Campionato | Campionato | Coppe nazionali | Coppe nazionali | Coppe nazionali | Coppe continentali | Coppe continentali | Coppe continentali | Altre coppe | Altre coppe | Altre coppe | Totale | Totale | Totale |
| Stagione             | Squadra              | Comp                 | Pres       | Reti       | Comp            | Pres            | Reti            | Comp               | Pres               | Reti               | Comp        | Pres        | Reti        | Pres   | Reti   |        |
| -------------------- | -------------------- | -------------------- | ---------- | ---------- | --------------- | --------------- | --------------- | ------------------ | ------------------ | ------------------ | ----------- | ----------- | ----------- | ------ | ------ | ------ |
| 2012-2013            | De Graafschap        | 1D                   | 28+4       | 10+3       | CO              | 0               | 0               | -                  | -                  | -                  | -           | -           | -           | 32     | 13     |        |
| 2013-gen. 2014       | De Graafschap        | 1D                   | 20         | 16         | CO              | 1               | 0               | -                  | -                  | -                  | -           | -           | -           | 21     | 16     |        |
| gen.-giu. 2014       | Charlton             | FLC                  | 1          | 0          | FACup+CdL       | -               | -               | -                  | -                  | -                  | -           | -           | -           | 1      | 0      |        |
| 2014-2015            | Sint-Truiden         | D2                   | 31         | 11         | CB              | 1               | 0               | -                  | -                  | -                  | -           | -           | -           | 32     | 11     |        |
| 2015-feb. 2016       | Randers              | SL                   | 8          | 1          | CD              | 2               | 2               | -                  | -                  | -                  | -           | -           | -           | 10     | 3      |        |
| feb.-giu. 2016       | De Graafschap        | ED                   | 9+3        | 2+1        | CO              | -               | -               | -                  | -                  | -                  | -           | -           | -           | 12     | 3      |        |
| 2016-2017            | De Graafschap        | 1D                   | 38         | 25         | CO              | 1               | 0               | -                  | -                  | -                  | -           | -           | -           | 39     | 25     |        |
| Totale De Graafschap | Totale De Graafschap | Totale De Graafschap | 102        | 57         |                 | 2               | 0               |                    | -                  | -                  |             | -           | -           | 104    | 57     |        |
| 2017-2018            | PEC Zwolle           | ED                   | 23         | 5          | CO              | 2               | 1               | -                  | -                  | -                  | -           | -           | -           | 25     | 6      |        |
| 2018-2019            | Piast Gliwice        | EK                   | 33         | 9          | CP              | 1               | 0               | -                  | -                  | -                  | -           | -           | -           | 34     | 9      |        |
| 2019-2020            | Piast Gliwice        | EK                   | 37         | 12         | CP              | 1               | 0               | UCL+UEL            | 2+2                | 1+0                | SP          | 1           | 0           | 43     | 13     |        |
| ago.-set. 2020       | Piast Gliwice        | EK                   | 4          | 0          | CP              | 1               | 1               | UEL                | 3                  | 0                  | -           | -           | -           | 8      | 1      |        |
| Totale Piast Gliwice | Totale Piast Gliwice | Totale Piast Gliwice | 74         | 21         |                 | 3               | 0               |                    | 7                  | 1                  |             | 1           | 0           | 85     | 22     |        |
| 2020-2021            | Frosinone            | B                    | 28         | 5          | CI              | 0               | 0               | -                  | -                  | -                  | -           | -           | -           | 28     | 5      |        |
| 2021-2022            | Pogoń Stettino       | EK                   | 27         | 1          | CP              | 1               | 0               | -                  | -                  | -                  | -           | -           | -           | 28     | 1      |        |
| Totale carriera      | Totale carriera      | Totale carriera      | 294        | 101        |                 | 11              | 4               |                    | 7                  | 1                  |             | 1           | 0           | 313    | 106    |        |

## Palmarès

### Club

#### Competizioni nazionali
- Tweede klasse: 1

Sint-Truiden: 2014-2015
- Campionato polacco: 1

Piast Gliwice: 2018-2019